# Мендоса, Карлос Антонио
Карлос Антонио Мендоса Сото (исп. Carlos Antonio Mendoza Soto; 31 октября 1856, Панама, Республика Новая Гранада — 13 февраля 1916, Панама, Панама) — колумбийский и панамский юрист, журналист и государственный деятель, исполняющий обязанности президента Панамы (1910).

## Биография
Имел среди предков африканцев; его отец в 1871—1872 годах возглавлял Суверенный штат Панама. Учился сначала в родном городе, а затем — в столице страны Боготе в Университетах Росарио и Национальном университете Колумбии. Стал видным журналистом и юристом, вступил основателем ряда литературных и политических изданий. Получил известность в ходе судебного процесса 1891 года в качестве защитника Викториано Лоренсо, обвиненного в убийстве члена муниципального совета города Ойоса. Он утверждал, что общество в определенной степени виновно в радикальном насилии над маргиналами.
В 1899—1902 годах был активным участником Тысячедневной войны, поддержал отделение Панамы от Колумбии и был назначен министром юстиции во Временной правящей хунте.
Панама унаследовала систему управления от Колумбии: здесь не было поста вице-президента, а были посты «Designado Presidencial» — первый (Primer) и второй (Segundo); занимающие эти посты люди должны были исполнять обязанности президента (в указанном порядке) в случае его отсутствия (а также невозможности исполнения президентских обязанностей предыдущим Designado Presidencial). Когда в 1908 году президентом страны был избран Хосе Доминго де Обальдия, то Primer Designado стал Хосе Агустин Аранго, а Карлос Антонио Мендоса был избран Segundo Designado (одновременно заняв пост министра финансов). Но Аранго скончался в 1909 году, и поэтому, когда 1 марта 1910 года скончался президент Обальдия, в соответствии с Конституцией страны Мендоса стал исполняющим обязанности президента. Во время своего семимесячного президентства он делал упор на развитие культуры и светского образования.
Designado Presidencial избирались Национальной Ассамблеей на два года. Осенью 1910 года Мендоса выказывал интерес к переизбранию, и Либеральная партия голосовала за него, но его не поддержали консерваторы, за спиной которых стояли США, так как, во-первых, он был мулатом, а во-вторых, выступал за отмену статьи 136 Конституции Панамы 1904 года, позволявшей Соединённым Штатам осуществлять интервенцию «для поддержания порядка». Поэтому в октябре 1910 года новым Primer Designado стал Пабло Аросемена (так как он находился в Чили, то обязанности президента некоторое время исполнял Segundo Designado, которым был Федерико Бойд).
По окончании президентства ездил в Колумбию, пытаясь улучшить отношения между двумя странами, но не достиг успеха. На выборах 1912 года поддержал Белисарио Порраса. В 1913 году он был назначен президентом квалификационной комиссии и разработал Гражданский кодекс.
В 1914 году был избран в Национальную Ассамблею от провинции Панама. В 1916 году скончался от инфаркта.